# Sainte-Geneviève (Seine-Maritime)
Sainte-Geneviève is een gemeente in het Franse departement Seine-Maritime (regio Normandië) en telt 274 inwoners (2005). De plaats maakt deel uit van het arrondissement Dieppe.

## Geografie
De oppervlakte van Sainte-Geneviève bedraagt 14,1 km², de bevolkingsdichtheid is 19,4 inwoners per km².
De onderstaande kaart toont de ligging van Sainte-Geneviève (Seine-Maritime) met de belangrijkste infrastructuur en aangrenzende gemeenten.

## Demografie
Onderstaande figuur toont het verloop van het inwonertal (bron: INSEE-tellingen).

1. ↑  Populations de référence 2022.